# Saint-Léger, Charente
 Saint-Léger  là một xã ở tỉnh Charente phía tây nước Pháp. Xã này có diện tích 4,21 kilômét vuông, dân số năm 1999 là 136 người. Khu vực này có độ cao trung bình 100 mét trên mực nước biển.